# Elegia elephantina
Elegia elephantina är en gräsväxtart som beskrevs av Hans Peter Linder. Elegia elephantina ingår i släktet Elegia och familjen Restionaceae. Inga underarter finns listade i Catalogue of Life.